# Founangué
Founangué est un quartier de la ville de Maroua, région de l'Extrême-Nord au Cameroun. Il est situé dans la commune d'arrondissement de Maroua II, subdivision de la communauté urbaine de Maroua.

## Historique
Le quartier Founangué est créé par le Décret N° 2007/115 du 23 Avril 2007.

## Population
Founangué est peuplé de Fulbe Zaake'en.

## Institutions

### Éducation
EMA Founangué ayant un statut public

### Santé
Centre médical d'arrondissement de Founangué

### Lieux de culte
La cathédrale